# Take Off Your Pants and Jacket
Take Off Your Pants and Jacket ist das vierte Studioalbum der amerikanischen Pop-Punk-Band blink-182. Es wurde am 11. Juni 2001 auf MCA Records veröffentlicht. Es enthält die Hitsingles The Rock Show, Stay Together for the Kids und First Date. Das Album hielt sich vom 29. Juni bis zum 5. Juli 2001 auf Platz 1 der deutschen Albumcharts.

## Entstehung
Die Band schrieb die Songs des gesamten Albums innerhalb von drei Wochen in San Diego in ihrem Übungsraum. Wie schon den Vorgänger des Albums, Enema of the State, nahmen sie auch Take Off Your Pants and Jacket in einem Studio namens Signature Sound auf.
Mark Hoppus, Bassist und Sänger von blink-182, sagte in einem Interview mit liveDaily:

„I wouldn't say that it's the same as "Enema of the State". I would say that it's the next step for Blink-182.“

„Ich würde nicht sagen, dass es das gleiche ist wie "Enema of the State". Ich würde sagen, dass es der nächste Schritt für Blink-182 ist.“

## Rezeption
Channing Freeman vergibt vier von fünf Punkten an das Album und schreibt beim Onlinemagazin Sputnikmusic:

„Falls ihr noch nie Blink-182 gehört habt (unwahrscheinlich), dann sind sie perfekt, um in das Genre [Pop-Punk] einzusteigen. Ihre Musik ist sehr eingänglich und einfach, und sie haben viele Leute in die Welt der Musik eingeführt. Man wird sie vermissen.“

Auf laut.de erhielt das Album drei von fünf Punkten. Der Redakteur Alexander Cordas vergleicht es mit leicht verdaulicher Kost und schreibt, dass das Album erstaunlich gut sei. Es seien „die kleinen Dinge, die sofort ins Ohr springen. Ein überraschendes Break hier, softe lalala-Chöre da und eine gute Produktion - die den Pop-Faktor etwas wegschmirgelt - machen die Kür rund.“
Von Darren Ratner bekam das Album bei Allmusic die zweithöchste Wertung. Er bezeichnet es als eine der besten Arbeiten der Band.

## Titelliste
1. Anthem Part Two – 3:48
2. Online Songs – 2:25
3. First Date – 2:51
4. Happy Holidays, You Bastard – 0:42
5. Story of a Lonely Guy – 3:39
6. The Rock Show – 2:51
7. Stay Together for the Kids – 3:59
8. Roller Coaster – 2:47
9. Reckless Abandon – 3:06
10. Everytime I Look for You – 3:05
11. Give Me One Good Reason – 3:18
12. Shut Up – 3:20
13. Please Take Me Home – 3:05

## Verschiedene Versionen
Das Album gab es in vier verschiedenen Versionen, zum einen die Originalversion mit der regulären Trackliste (siehe oben). Die anderen drei Versionen wurden jeweils mit einem anderen Cover veröffentlicht: die The Red Take Off Plane-, The Yellow Pants- sowie die The Green Jacket-Version mit jeweils zwei Songs, die bei jeder Version verschieden sind.

### Red Take Off Version
1. Time to Break Up – 3:05
2. Mother's Day – 1:37

### Yellow Pants Version
1. What Went Wrong – 3:13
2. Fuck a Dog – 1:25

### Green Jacket Version
1. Don't Tell Me It's Over – 2:34
2. When You Fucked Grandpa – 1:39

## Single-Auskopplungen
1. The Rock Show
2. First Date
3. Stay Together for the Kids

## Kommerzieller Erfolg

### Chartplatzierungen
| ChartsChartplatzierungen       | Höchstplatzierung | Wochen |
| ------------------------------ | ----------------- | ------ |
| Deutschland (GfK)              | 1 (27 Wo.)        | 27     |
| Österreich (Ö3)                | 3 (18 Wo.)        | 18     |
| Schweiz (IFPI)                 | 4 (30 Wo.)        | 30     |
| Vereinigte Staaten (Billboard) | 1 (58 Wo.)        | 58     |
| Vereinigtes Königreich (OCC)   | 4 (34 Wo.)        | 34     |

| ChartsJahrescharts (2001)    | Platzierung |
| ---------------------------- | ----------- |
| Deutschland (GfK)            | 45          |
| Schweiz (IFPI)               | 47          |
| Vereinigtes Königreich (OCC) | 67          |

### Auszeichnungen für Musikverkäufe
| Land/Region                  | Auszeichnungen für Musikverkäufe (Land/Region, Auszeichnung, Verkäufe) | Verkäufe  |
| ---------------------------- | ---------------------------------------------------------------------- | --------- |
| Australien (ARIA)            | Platin                                                                 | 70.000    |
| Brasilien (PMB)              | Gold                                                                   | 50.000    |
| Deutschland (BVMI)           | Gold                                                                   | 150.000   |
| Italien (FIMI)               | Gold                                                                   | 50.000    |
| Japan (RIAJ)                 | Gold                                                                   | 100.000   |
| Kanada (MC)                  | 2× Platin                                                              | 200.000   |
| Neuseeland (RMNZ)            | Gold                                                                   | 7.500     |
| Schweiz (IFPI)               | Gold                                                                   | 20.000    |
| Vereinigte Staaten (RIAA)    | 2× Platin                                                              | 2.000.000 |
| Vereinigtes Königreich (BPI) | Platin                                                                 | 453.000   |
| Insgesamt                    | 6× Gold · 6× Platin ·                                                  | 3.100.500 |

Hauptartikel: Blink-182/Auszeichnungen für Musikverkäufe